# جينيت مكوردي
جينيت مكوردي (بالإنجليزية: Jennette McCurdy)‏ مواليد 26 يونيو 1992 في كاليفورنيا، الولايات المتحدة، هي ممثلة أمريكية بدأت مسيرتها الفنية عام 2000.

## الأعمال

### أفلام
- العصر الجليدي: تباعد القارات
- تايلور كيتش
- سي اس آي:التحقيق في موقع الجريمة
- بطاريق مدغشقر
- ذا كليفلاند شو
- المنتصر
- حيوان أليف

### تلفاز
- القاضية إيمي
- آي كارلي
- سام وكات

## وصلات خارجية
- جينيت مكوردي على موقع IMDb (الإنجليزية)
- جينيت مكوردي على موقع ميتاكريتيك (الإنجليزية)
- جينيت مكوردي على موقع روتن توميتوز (الإنجليزية)
- جينيت مكوردي على موقع ألو سيني (الفرنسية)
- جينيت مكوردي على موقع ميوزك برينز (الإنجليزية)
- جينيت مكوردي على موقع تيرنر كلاسيك موفيز (الإنجليزية)
- جينيت مكوردي على موقع أول موفي (الإنجليزية)
- جينيت مكوردي على موقع إن إن دي بي (الإنجليزية)
- جينيت مكوردي على موقع أول ميوزيك (الإنجليزية)
- جينيت مكوردي على موقع ديسكوغز (الإنجليزية)
- الموقع الإلكتروني